# Tajan Gukeh
Tajan Gukeh (em persa: تجن گوكه, também romanizada como Tajan Gūkeh e Tajen Gūkēh; também conhecida como Tajan Gū’eh-ye Bālā e Teshenguke) é uma aldeia do distrito rural de Kisom, situada no distrito central de Astaneh-ye Ashrafiyeh, na província de Gilan, no Irã. No censo de 2006, sua população era de 2 186, em 663 famílias.